# Wochenfluss
Unter Wochenfluss (Lochien von altgriechisch λόχος lóchos, deutsch ‚Geburt‘) versteht man das Wundsekret der menschlichen Gebärmutter nach der Geburt, das aus der Scheide der Wöchnerin ausgeschieden wird.

## Entstehung und Verlauf
Nach der Geburt der Plazenta und der Eihäute (Nachgeburt) stellt die Gebärmutterinnenwand eine Wundfläche dar. Während die Eihauthaftstelle nahezu glatt ist, ist die Plazentahaftstelle eine raue Wundfläche, je nach Größe der Plazenta hat sie einen Durchmesser von ca. 12,5 cm. Diese Wundfläche ist mit Thromben, Drüsenresten und Haftzottenstümpfen überzogen. Granulozyten, Lymphozyten und Phagozyten wandern in dieses Wundgebiet ein, lösen die Gewebereste auf und phagozytieren sie. Zusätzlich mit Fibrin bildet sich ein Leukozytenwall oder auch „Schutzwall“ gegen krankheitserregende Keime. 
Mit Hilfe der sogenannten Nachwehen wird dieses nun tote (nekrotische) Gewebe ausgeschieden, wodurch die Wunde abheilen kann. Dieses „ausgeschiedene Gewebe“ entspricht dem Wochenfluss. Dieser Teil der Schwangerschaftsrückbildung wird durch die Ausschüttung von Oxytocin beim Stillen des Neugeborenen unterstützt. Zwei Wochen nach der Geburt hat sich die Wundfläche in der Gebärmutter auf 5 cm verkleinert, drei Wochen nach der Geburt beginnt die Epithelisierung, nach sechs bis acht Wochen ist die Wundheilung abgeschlossen.

## Stadien des Wochenflusses
In der ersten Zeit nach der Geburt sind die Lochien blutig und überperiodenstark, nehmen dann rasch in der Menge ab und verändern Farbe und Konsistenz über schleimig-rot (auch rosa), bräunlich (wie altes Blut) und dann zu bernsteinfarben-ausflussartig. Wochenfluss besitzt einen leicht muffig-strengen Geruch. Menge und Zeitraum der Blutung können stark variieren, als normal werden 200–500 ml beschrieben. Der Wochenfluss, der auch als „Spiegel der Wundheilung“ bezeichnet wird, dauert in der Regel zwei bis sechs Wochen an.
- Lochia rubra: In den ersten ein bis drei Tagen nach der Geburt ist der Wochenfluss überperiodenstark, rot und flüssig. Sein Geruch wird als süßlich-fade beschrieben. Der Wochenfluss besteht zu diesem Zeitpunkt im Wesentlichen aus Blut, Eihautresten und Dezidua, Vernixflocken, Lanugohaare und Kindspech können beigemischt sein.
- Lochia fusca: Am Ende der ersten Woche nach der Geburt lässt der Wochenfluss nach, wird bräunlich und dünnflüssig. Der Wochenfluss enthält nun Serum, Lymphe und Granulozyten.
- Lochia flava: Am Ende der zweiten Woche nach der Geburt kommt nur noch wenig, schmutziggelber, „rahmiger“ Wochenfluss. Es wird verflüssigtes, nekrotisches Gewebe abgestoßen, das mit Bakterien und Schleim vermischt ist.
- Lochia alba: Am Ende der dritten Woche kommen nur noch geringe Mengen weißliche, wässrigseröse Flüssigkeit.
- Nach vier bis sechs Wochen versiegt der Wochenfluss. Man geht davon aus, dass die Eihauthaftstellen nach etwa vier Wochen, die plazentare Wundfläche nach sechs bis acht Wochen verheilt sind.

## Hygiene
Entgegen der Meinung älterer Fachliteratur sind die Lochien nicht infektiöser als normale Periodenblutungen. Sie bestehen aus Blut, weißen Blutkörperchen (Leukozyten), seröser Flüssigkeit, und Vaginalsekret, das sich nach dem Abfließen aus der Vagina zersetzt. Unter Umständen sind auch verbliebene Reste von Eihäuten (Chorion und Amnion) und Dezidua beigemischt. Der frische Wochenfluss in der Vagina enthält zahlreiche Keime, deren Mehrzahl ist allerdings apathogen (nicht krankheitserregend). Lochien sind nur dann stark infektiös, wenn sie eitrig sind und einen hohen Gehalt an pathogenen Keimen enthalten, wie beispielsweise den Staphylococcus aureus oder β-hämolysierende Streptokokken. Hinweis auf solch eine Infektion ist ein fischartiger oder eitriger Geruch. Die Wöchnerin entwickelt hohes Fieber mit Schmerzen im Unterbauch (Puerperalfieber).
Sollte der Wochenfluss vorzeitig und plötzlich aufhören, kann es sich um einen Wochenflussstau (Lochialstau) handeln. Dieser sollte behoben werden, damit in der Gebärmutter verbleibende Reste sich nicht infizieren können (Gefahr der Endometritis).
Der Wochenfluss enthält eine hohe Keimzahl, wobei diese Bakterien nicht über die intakte Haut eindringen.  
In Entbindungsstationen darf das Pflegepersonal beim Wechseln der Saugvorlagen diese nur instrumentell aufnehmen. Die Wöchnerin, falls sie die Vorlagen selbst wechselt, muss sich danach die Hände sorgfältig mit desinfizierender Seife waschen, um eine Kontamination ihrer Brust und des Mundes ihres Neugeborenen beim Stillen zu vermeiden, denn an der Brustwarze eindringende Bakterien können eine Brustdrüsenentzündung hervorrufen.